# Tayla
Tayla ist ein weiblicher Vorname.

## Varianten
- Taylin
- Taylyn

## Aussprache
Tayla \ta(y)-la\ wird ausgesprochen TAY-lah. 

## Herkunft und Bedeutung
Der Vorname Tayla kommt aus dem Englischen. Er ist der englische Kurzname von Taylor und/oder Tailor. Ein alternativer Name ist Taylah.